# Schneckenberg (Bayerischer Wald)
Der Schneckenberg im Bayerischen Wald ist ein 526 m hoher Berg in der Gemeinde Haibach, 200 Meter östlich des Ortsteils Hacksberg.
Nach dem Gallner ist er die höchste Erhebung zwischen Kinsach und Menach. An seinem Nordosthang entspringt das Schneckenberger Wasser, ein Zufluss des Irschenbachs.
Der Schneckenberg im Bayerischen Wald bei Haibach und der Schneckenberg in der Fränkischen Alb bei Hirschbach sind gleich hoch und die höchsten so benannten Erhebungen in Bayern.